# ائتلاف النصر
ائتلاف النصر أو تحالف النصر هو تحالف انتخابي سياسي عراقي أنشأه رئيس الوزراء العراقي الاسبق حيدر العبادي. وشارك به في الانتخابات العراقية التي جرت في شهر أيار من عام 2018. تحالف حيدر العبادي مع ائتلاف الفتح الذي يرأسه هادي العامري ضمن ائتلاف واحد تحت اسم نصر العراق لساعات قليلة، قبل ان ينفرط عقد التحالف بسبب الخلاف في الرؤى ووجهات النظر. 

## وصلات خارجية
- الموقع الرسمي لـ ائتلاف النصر